# Mary Ann Aldham
Pour les articles homonymes, voir Aldham.
Mary Ann Aldham (28 septembre 1858 – 1940) est une suffragette britannique, membre de la Women's Social and Political Union (WSPU), emprisonnée à plusieurs reprises pour sa participation à des actions militantes en faveur du droit de vote des femmes au Royaume-Uni. Elle a reçu la Hunger Strike Medal de la WSPU. 

## Biographie
Mary Ann Mitchell Wood naît à Deptford dans le Kent en 1858, fille de Mary Ann et Alfred Robert Wood, capitaine, sa mère meurt peu après sa naissance. Elle épouse Arthur Robert Aldham, un commis commercial de la compagnie maritime P&O en 1883, et le couple a deux filles. Son mari meurt en 1905,,. 

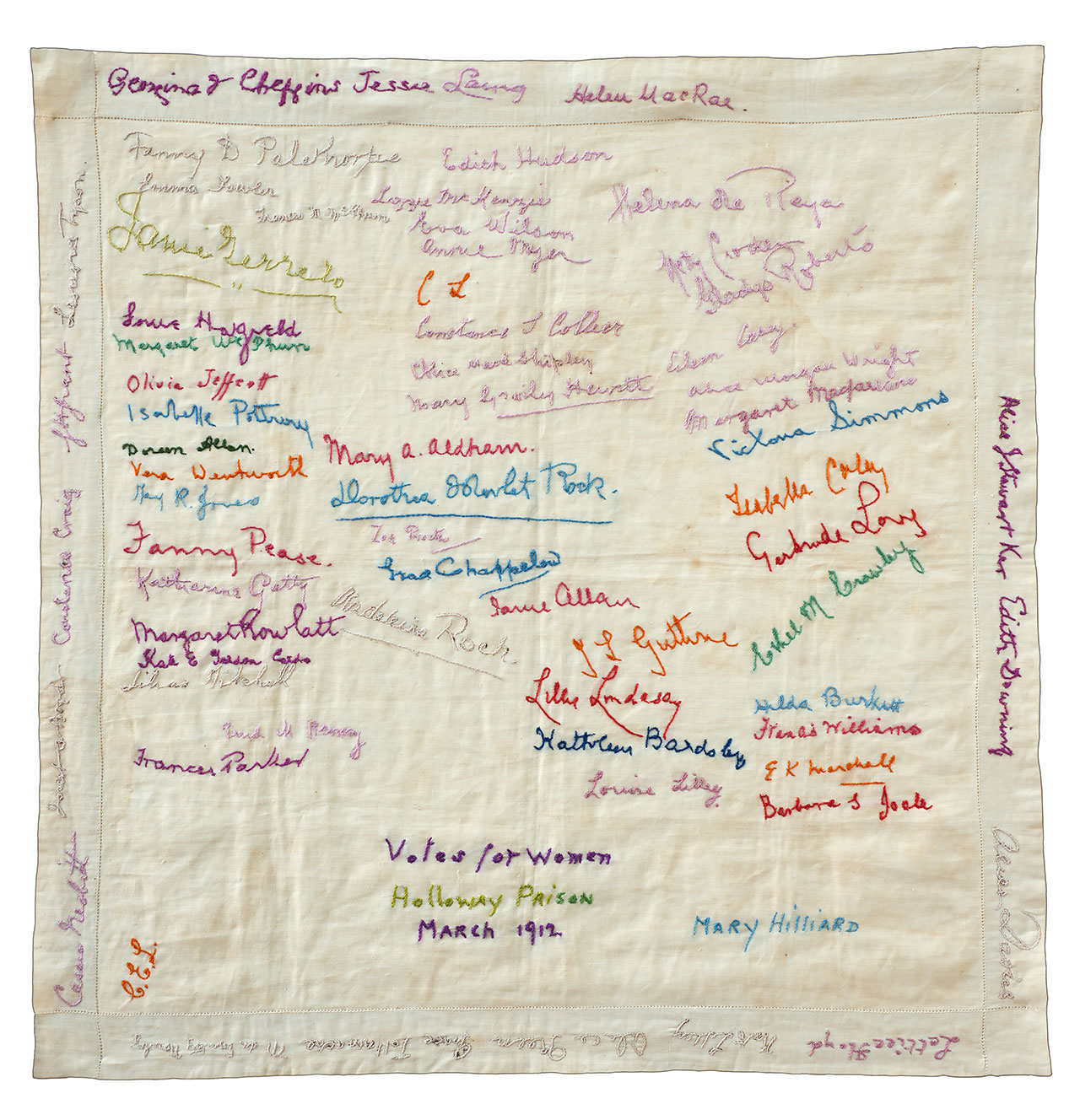
Mary Ann Aldham a signé le mouchoir des suffragettes, Holloway 1912.

Aldham rejoint la Women's Social and Political Union vers 1908. Elle participe sous plusieurs pseudonymes, notamment Oldham ou sous son nom de jeune fille Wood, à des actions et est arrêtée à sept reprises, les 14 octobre 1908 et le 19 novembre 1908 (sous le nom de Mary Ann Mitchell Oldham), les 22 novembre 1911, 7 mars 1912, 19 mars 1912, 17 novembre 1913 et 4 mai 1914. Elle est arrêtée en novembre 1911 pour bris de vitre et est la première accusée à comparaître lors d'un procès auquel assistent Christabel et Sylvia Pankhurst. Elle refuse de payer l'amende et elle est condamnée à un mois de prison qu'elle effectue à Holloway. Elle est à nouveau condamnée en mars 1912 à six mois de prison pendant lesquelles elle entame une grève de la faim et elle est libérée avant terme fin juin 1912. 
Pendant leur détention à Holloway, plusieurs suffragettes ont signé le mouchoir des suffragettes qui a ensuite été brodé par Janie Terrero,,. Aldham est l'une des signataires. 
En novembre 1913, Aldham, fait partie d'un groupe de quatre suffragettes qui ont manifesté à Old Bailey lors du procès de Jane Short (alias Rachel Peace) qui avait été alimentée de force pendant sa détention provisoire en attendant son procès. Elle est accusée de bris de vitres et est condamné à un mois de prison, puis elle est libérée avant terme en vertu du Cat and Mouse Act, qui permettait de libérer des prisonnières gréviste de la faim jusqu'à ce qu'elles aient recouvré la santé et puissent être emprisonnés à nouveau pour purger le reste de leur peine,.

## Attaque à la Royal Academy

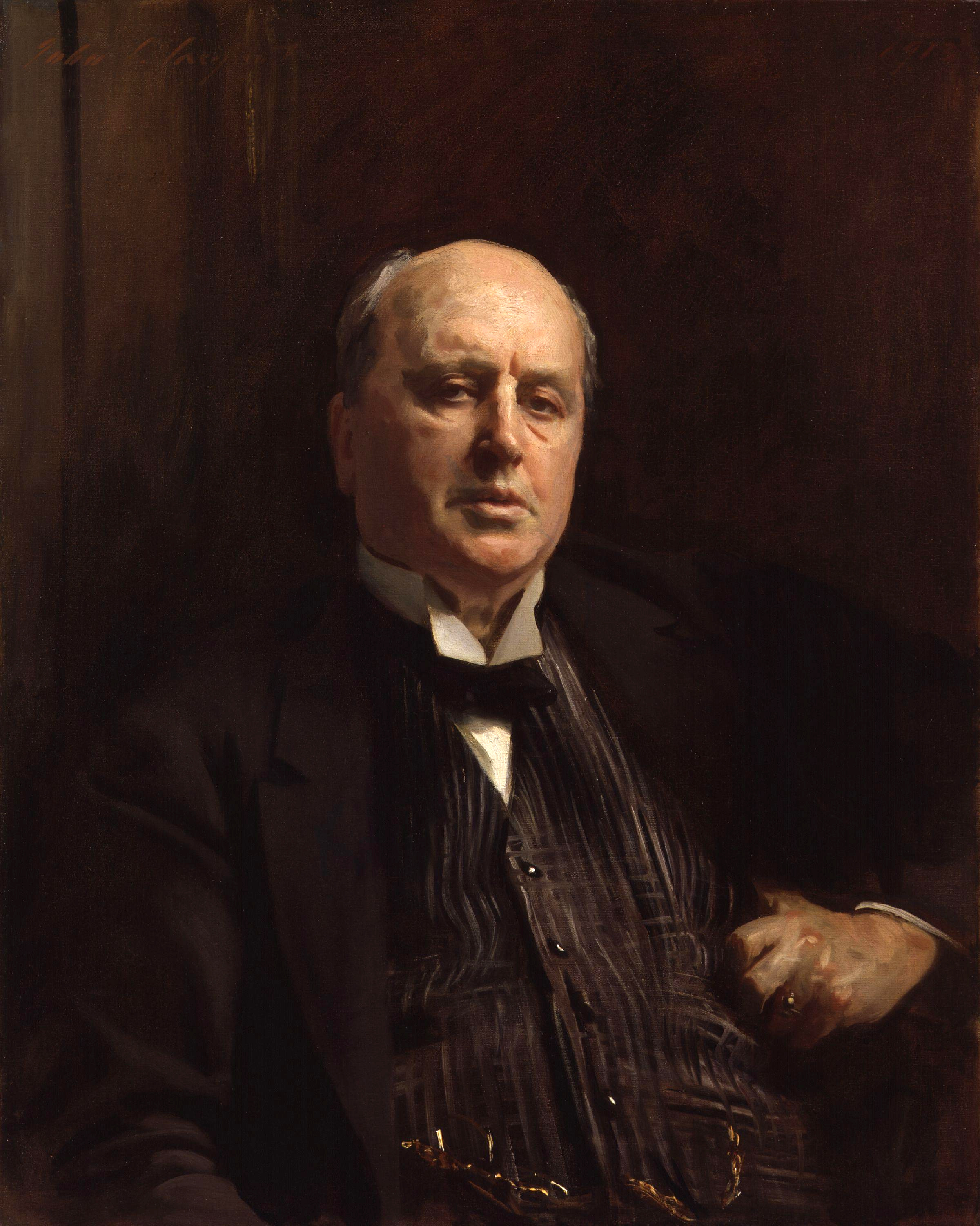
Ce portrait d' Henry James par John Singer Sargent a été lacéré par Aldham à la Royal Academy en 1914

Lorsque l'exposition d'été a ouvert ses portes à la Royal Academy le 4 mai 1914, Aldham s'est jointe aux visiteurs et a endommagé le portrait d' Henry James par John Singer Sargent en brisant le verre de protection et en entaillant la toile avec un hachoir en criant le slogan du WSPU Votes for Women. The Daily Telegraph rapporte qu'à environ 13h30, alors que la fréquentation diminuait pour le déjeuner, un bruit de verre brisé se fait entendre, et on a pu voir une vieille dame aux cheveux blancs qui était en train d'entailler le portrait de Sargent avec un hachoir. Le Daily Sketch rapporte pour sa part qu'un visiteur « a traversé la foule et a frappé [Aldham] tandis qu'un homme qui tentait de protéger celle-ci de son bras a été frappé à son tour ». Cet homme, selon le The Daily Telegraph, a été immédiatement considéré par la foule comme un partisan de la suffragette. The Daily Graphic a ajouté que « la femme armée d'un couteau de boucher avait fait sortir une foule à la mode de la Royal Academy de son décorum ». 

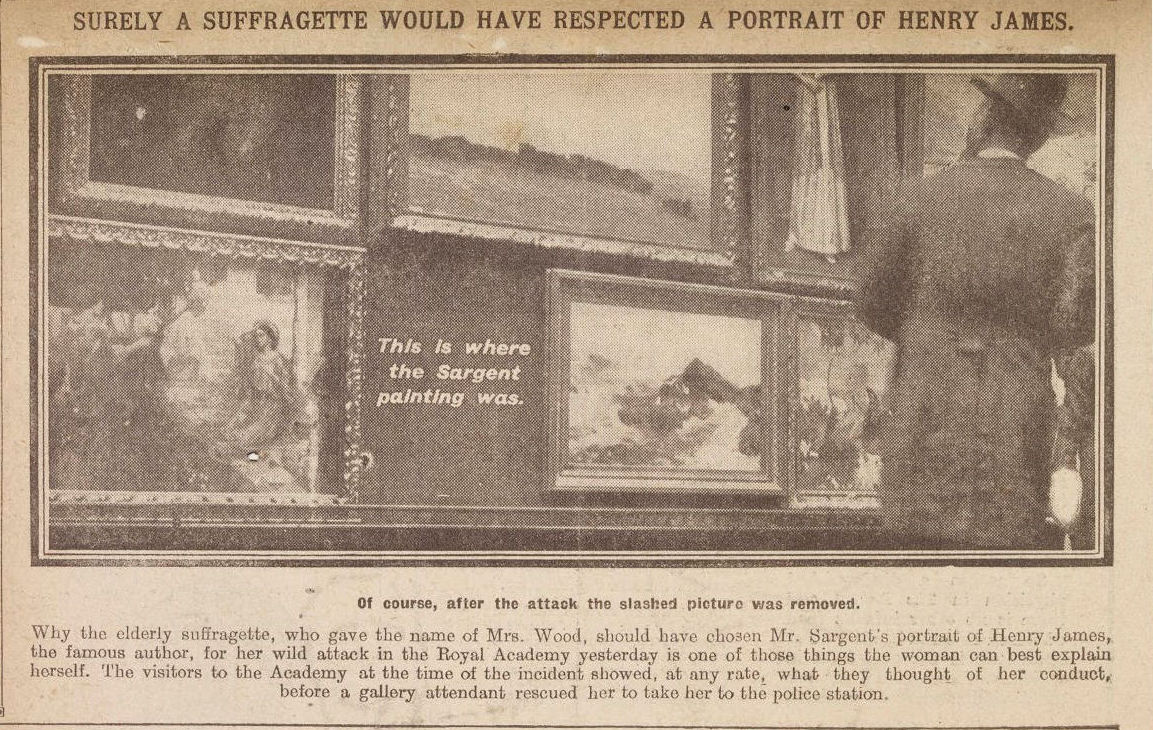
Un journal de 1914 sur l'attaque d'Aldham à la Royal Academy

Aldham explique son acte dans un courrier adressé à la WSPU en indiquant qu'elle souhaitait « montrer au public que ses biens et ses trésors artistiques ne seraient pas en sécurité tant que l'émancipation politique des femmes ne serait pas reconnue »,,. 
Aldham est à nouveau emprisonnée à Holloway dans l'attente de son procès. Elle est libérée en vertu du Cat and Mouse Act et placé dans une maison de repos puis remise aux soins de sa fille Mary Aldham. Ses actions militantes au nom de la WSPU prennent fin en 1914, avec le déclenchement de la Première Guerre mondiale,.

## Fin de vie et postérité
Mary Ann Aldham meurt en 1940 à Uxbridge dans le Middlesex. Sa médaille de la grève de la faim à trois barrettes et d'autres témoignages de son activité de suffragette sont vendus aux enchères par sa famille en 2015 pour 23 450 £,.